# Sophie Frankenmolen
Sophie Frankenmolen (Haarlemmermeer, 1990) is een Nederlands presentatrice en journaliste. Ze studeerde culturele antropologie en ontwikkelingssociologie aan Universiteit Leiden en journalistiek aan de Universiteit van Amsterdam.
In 2009 en 2010 was Frankenmolen te zien in de soapserie Onderweg Naar Morgen, waar ze de rol van Noa Stuger speelde. In 2019 was ze een van de presentatoren van het televisieprogramma Rambam. Daarnaast was ze regelmatig te gast als tafeldame bij De Wereld Draait Door.
Tevens presenteerde ze in 2019 samen met Samya Hafsaoui en Dzifa Kusenuh het programma Na het Nieuws. In 2019 was Frankenmolen deelnemer in De Slimste Mens. In 2021 en 2023  presenteerde Frankenmolen samen met Albert Bos voor NOS op 3 een serie livestreams ‘jongeren in gesprek met’ op YouTube, in het kader van de Tweede Kamerverkiezingen 2021. Sindsdien presenteert ze ook de Explainers van NOS op 3 op YouTube. Ook maakte Frankenmolen de vierdelige documentaireserie Reference Man en is ze de stem van de podcast van de Universiteit van Nederland. Frankenmolen deed mee aan het 25e seizoen van het televisieprogramma Wie is de Mol?